# Rincón del Tigre
Rincón del Tigre es una localidad de Bolivia, ubicada en las tierras bajas del país. Administrativamente se encuentra en el municipio de Puerto Suárez de la provincia Germán Busch en el departamento de Santa Cruz. Tiene una población de 200 habitantes (al año 2008), compuesta por 35 familias pertenecientes a la etnia ayorea. Se encuentra dentro del Área natural de manejo integrado San Matías.
En Rincón del Tigre hay una unidad educativa (colegio).
En 2019, la comunidad fue una de las varias afectadas por los incendio forestales de ese año.